# Зубарево (станція)
Зубарево (рос. Зубарево) — станція Читинського регіону Забайкальської залізниці Росії, розташована на дільниці Каримська — Куенга між станціями Савинська (відстань — 13 км) і Размахніно (18 км). Відстань до ст. Каримська — 82 км, до ст. Куенга — 150 км; до транзитного пункту Бамівська — 899 км.